# المتحف الوطني بباردو

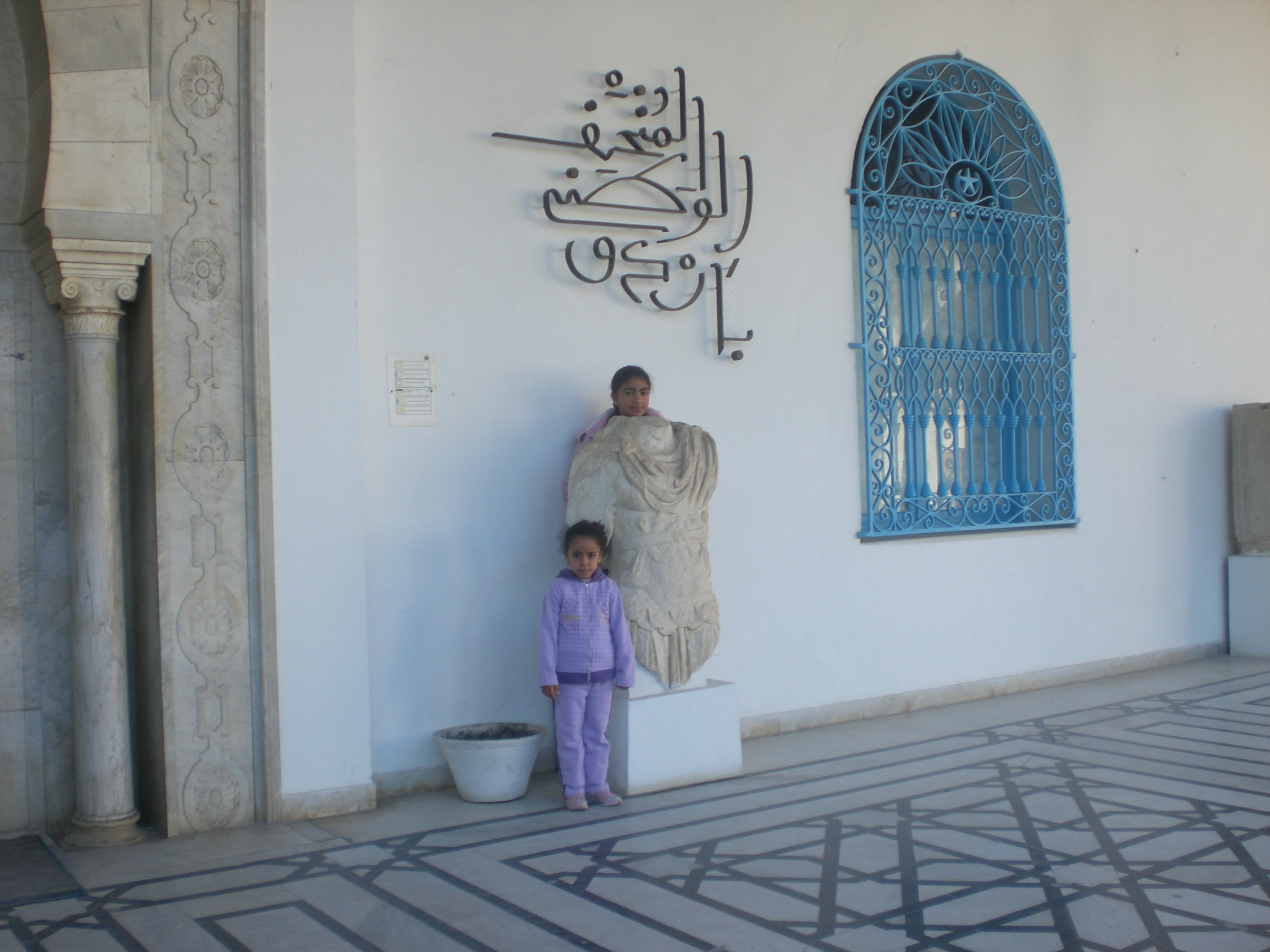
مدخل المتحف الوطني بباردو-تونس

المتحف الوطني بباردو (أو اختصارًا متحف باردو) متحف تونسي يقع في مدينة باردو (وهي تبعد 4 كم عن مدينة تونس)، وهو يُعتبر ثاني متحف في العالم بالنسبة إلى فن الفسيفساء الرومانية بعد متحف فسيفساء زيوغما في تركيا. وهو من أهم المتاحف في حوض البحر الأبيض المتوسط وثاني متحف في القارة الأفريقية بعد المتحف المصري بالقاهرة نظرا لثراء مقتنياته. يتتبع تاريخ تونس على مدى عدة آلاف من السنين وعبر العديد من الحضارات من خلال مجموعة واسعة من القطع الأثرية.
تم افتتاح متحف باردو الوطني، الذي تم إنشاؤه بموجب مرسوم بيلي بتاريخ 7 نوفمبر 1882، في 7 مايو 1888 بحضور علي الثالث باي؛ تحتل جزءًا من القصر البايلي القديم في باردو. أقدم وأهم متحف تونسي، يحتوي على ما يقرب من 130 ألف قطعة موزعة على خمسة أقسام، ويتميز على وجه الخصوص بمجموعته من الفسيفساء التي تعد من أغنى المتاحف في العالم.
وتشمل مجموعته آلاف اللوحات الفسيفسائية الرومانية التي يعود تاريخها من القرن الثاني قبل الميلاد إلى ما بعد القرن السادس الميلادي. يضم متحف باردو العديد من الأجنحة والقاعات، أهمها:
- قاعة قرطاج الرومانية،
- قاعة فيرجيل،
- قاعة دقة،
- قاعة المهدية،
- قاعة الفسيفساء المسيحية،
- قاعة سوسة،
- المتحف العربي.

في 18 مارس 2015 تعرض المتحف لهجوم إرهابي.

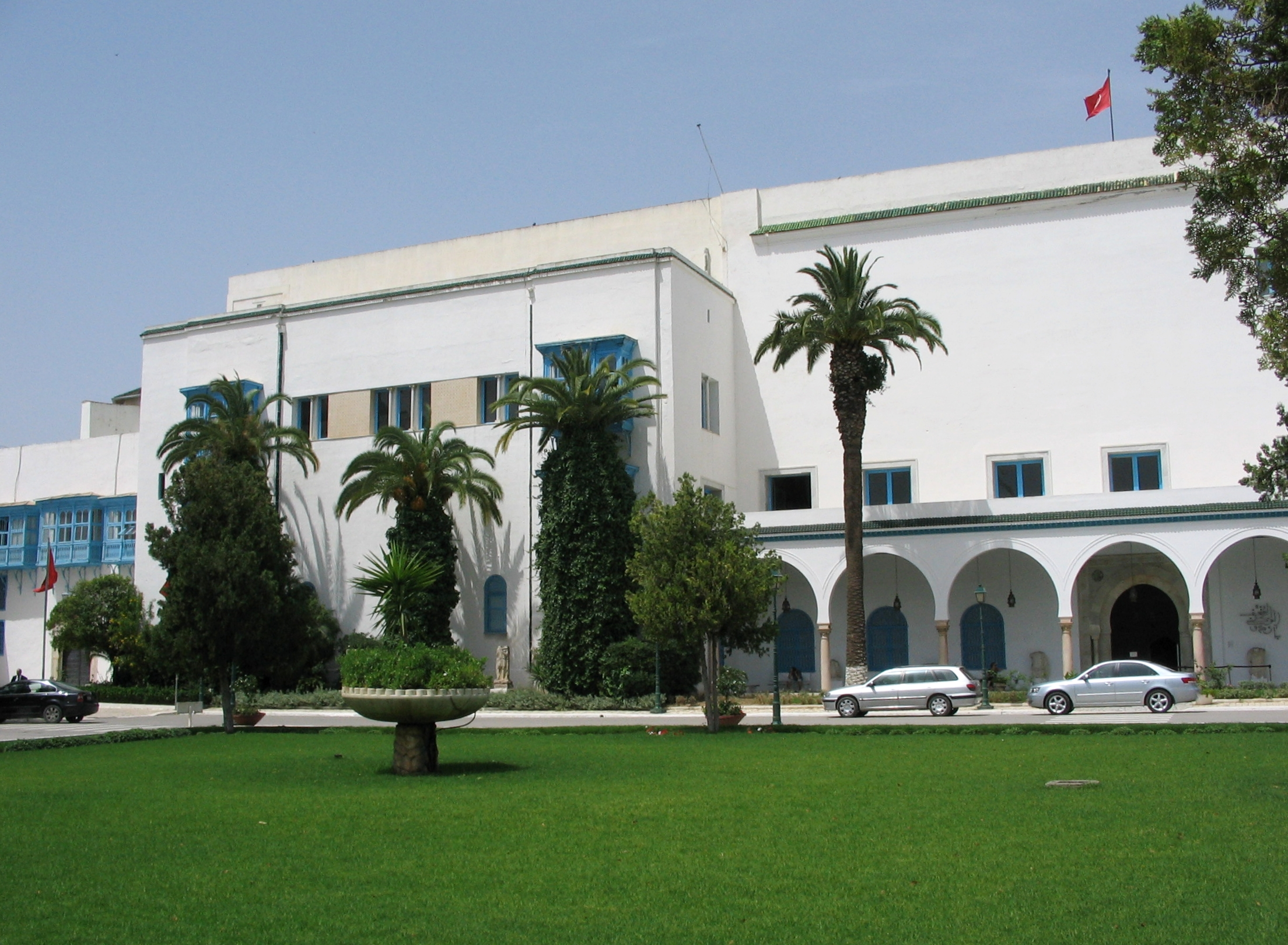
متحف باردو
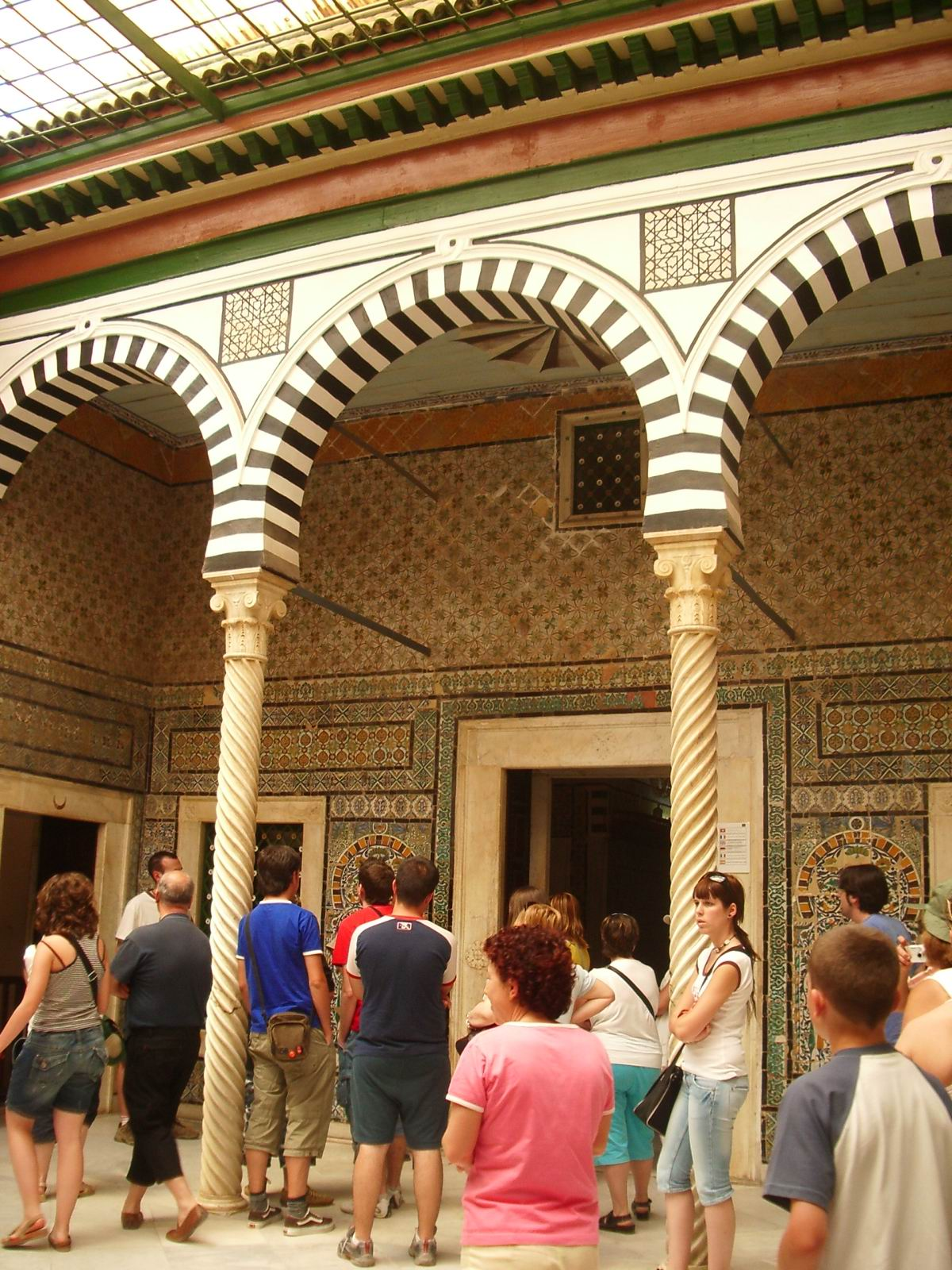
أحد أجنحة متحف باردو
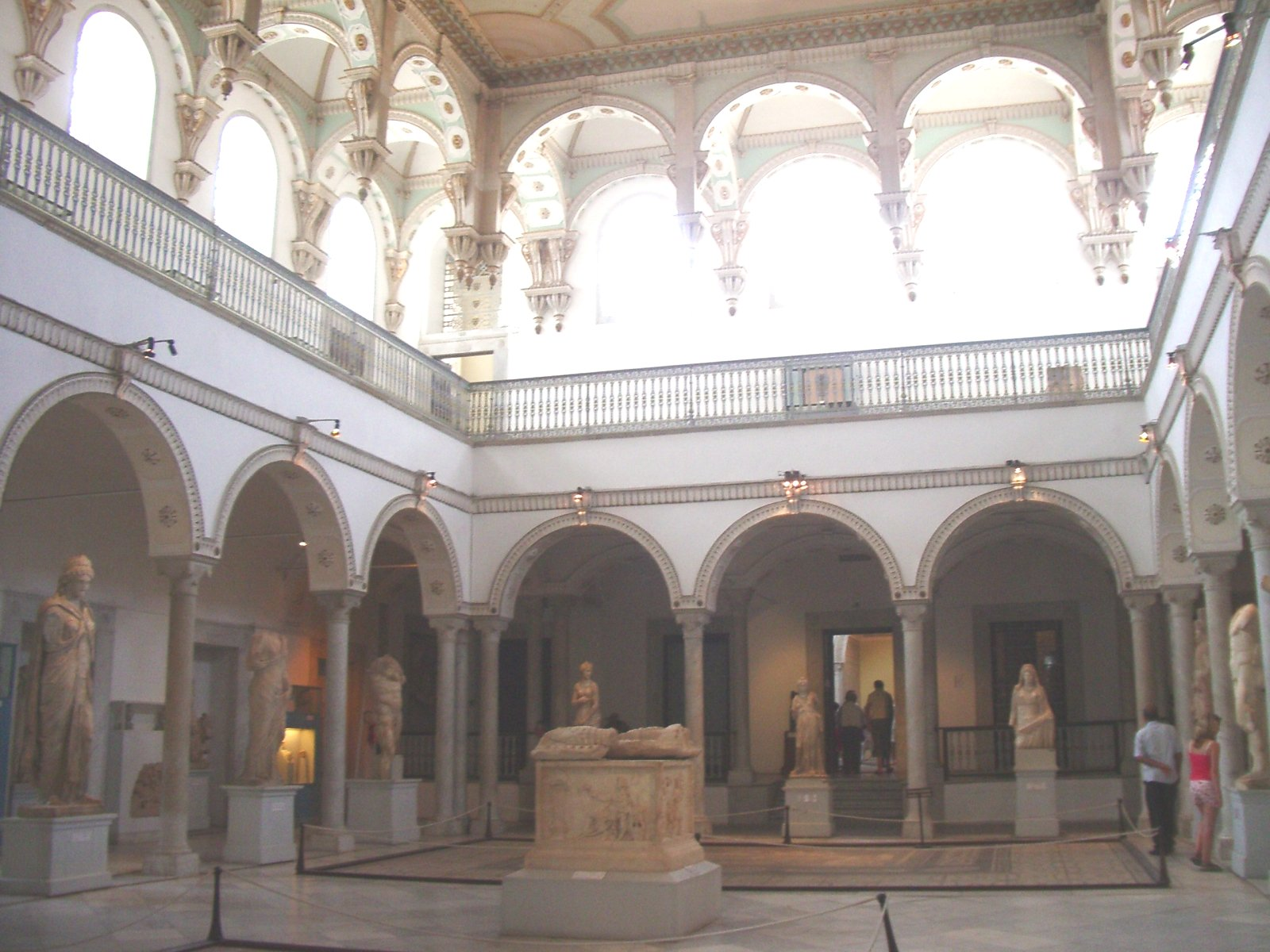
أحد أجنحة متحف باردو
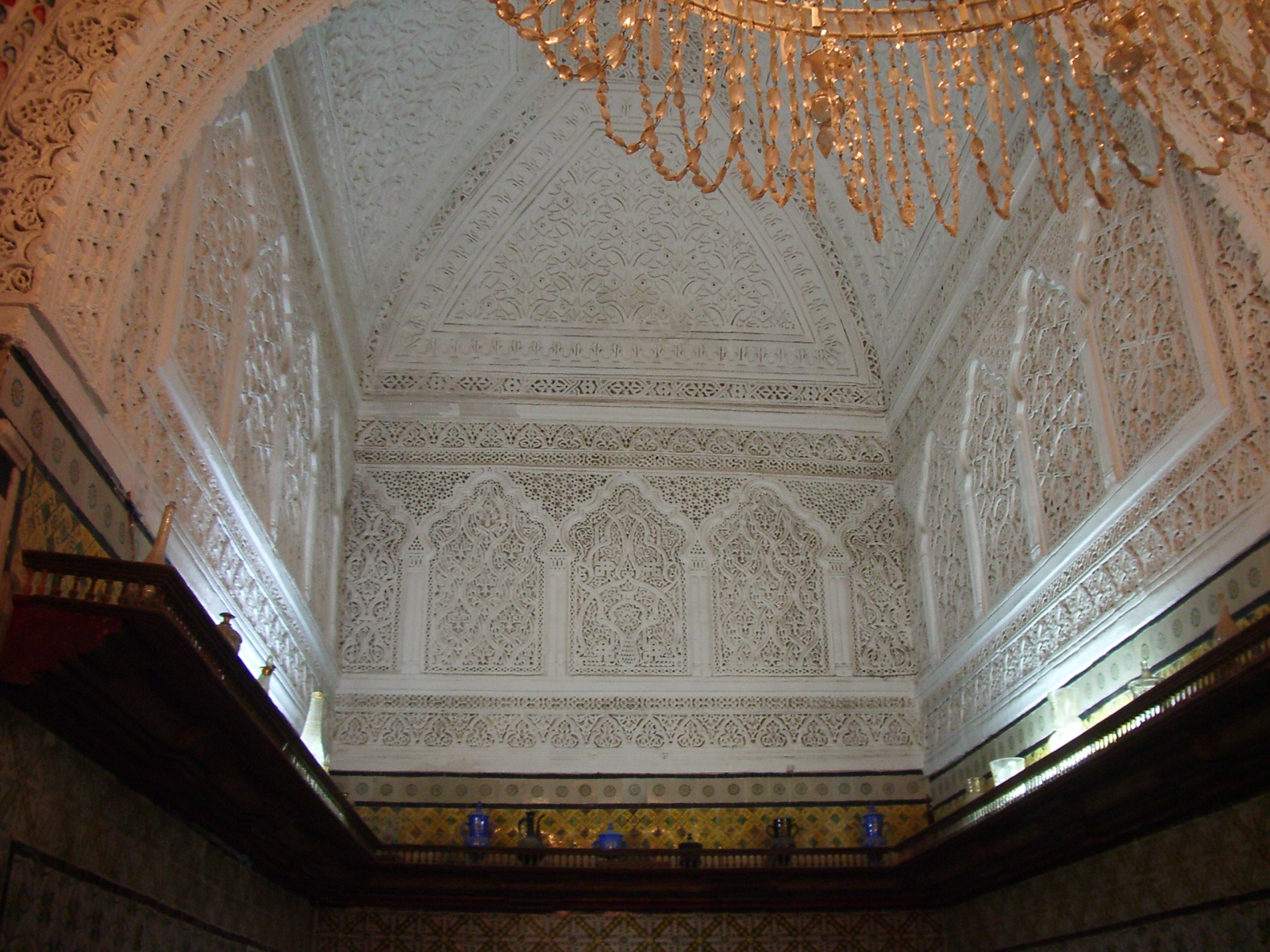
زخرفة أندلسية بمتحف باردو

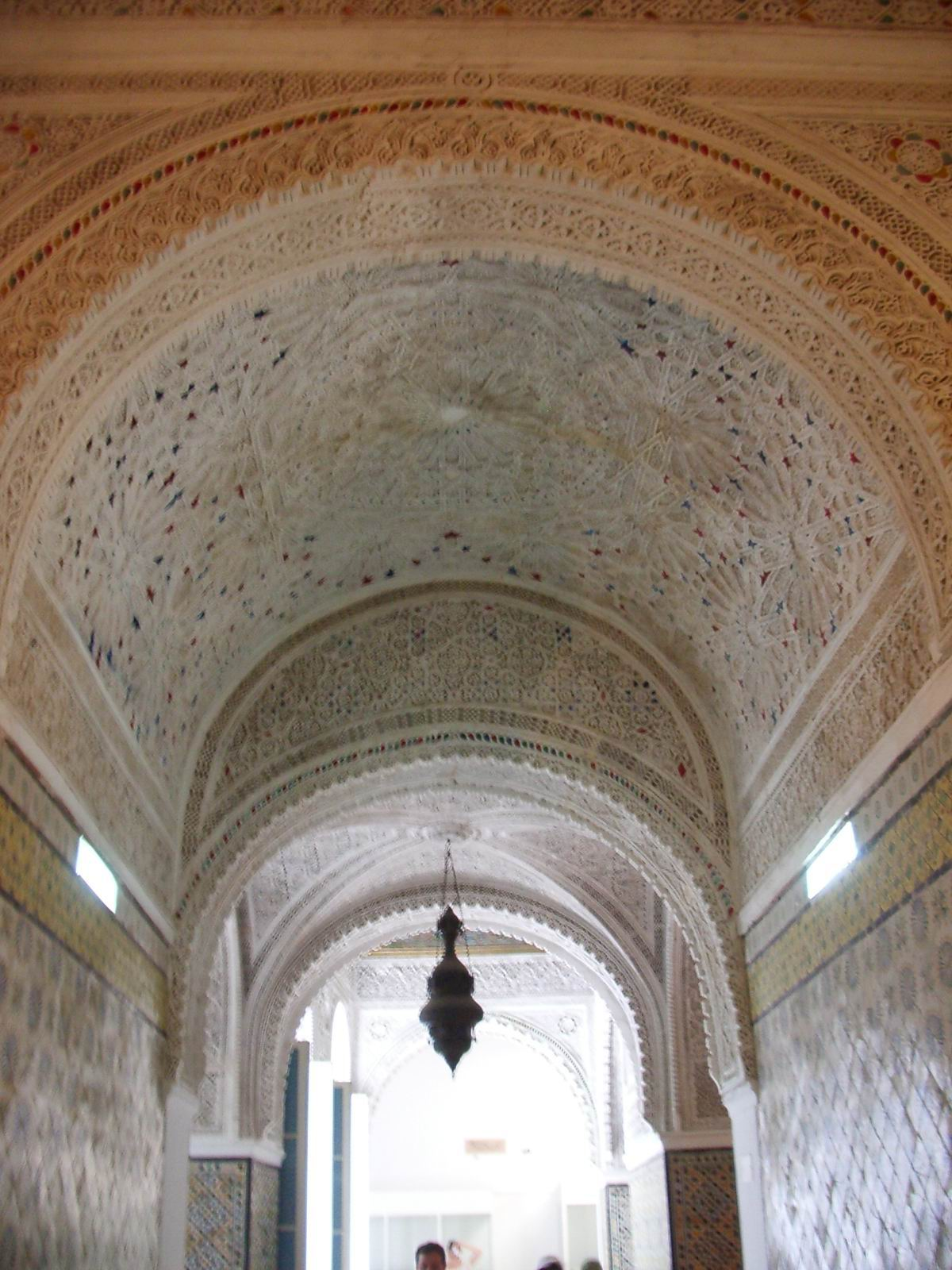
أحد أروقة متحف باردو
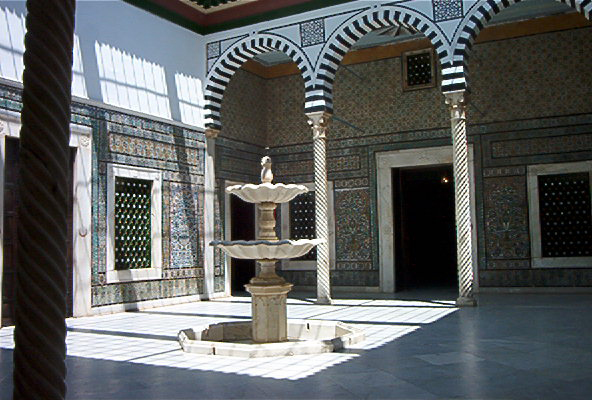
فناء الجناح العربي بمتحف باردو
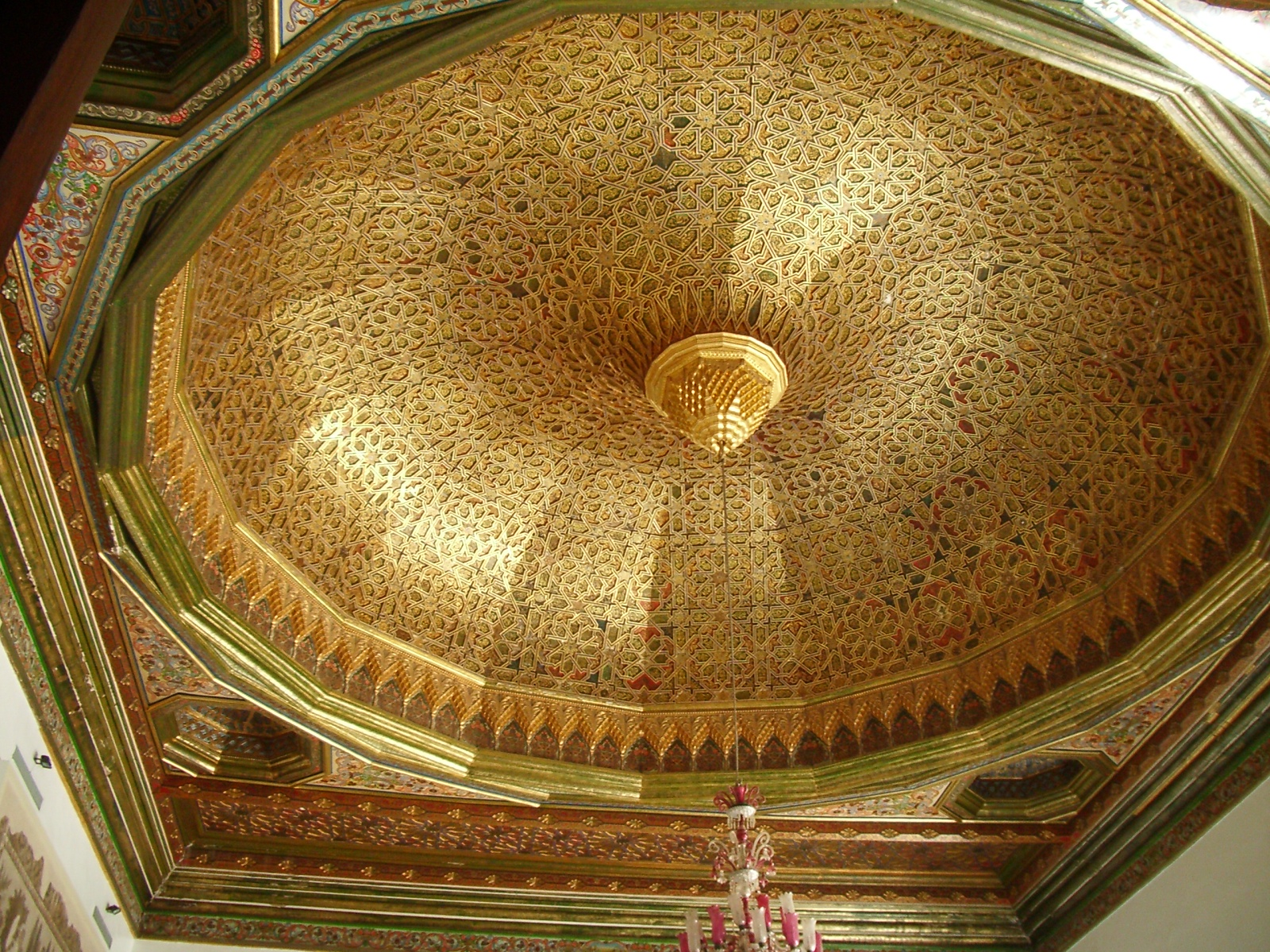
سقف إحدى قاعات متحف باردو
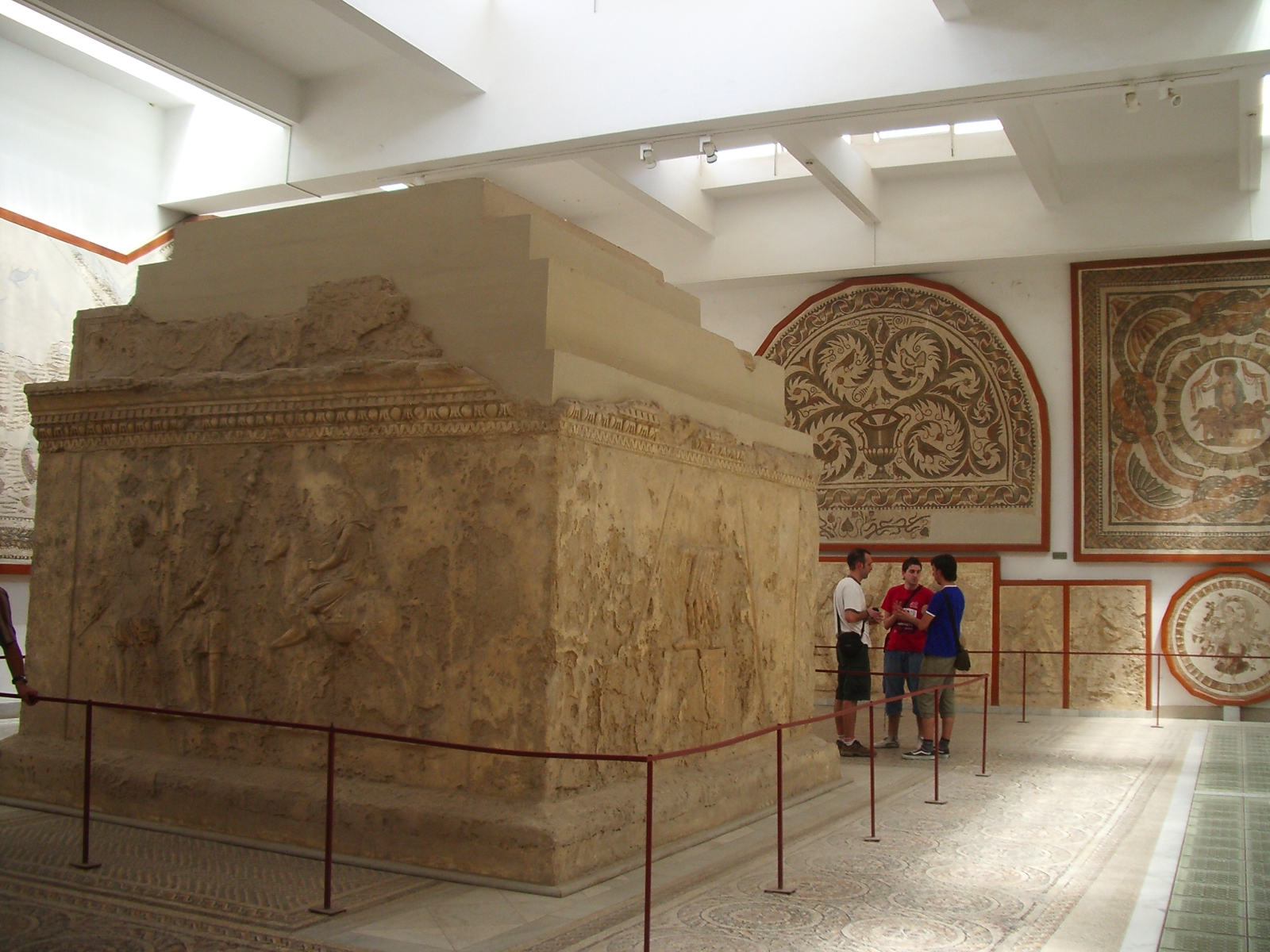
إحدى قاعات متحف باردو

## أكبر مجموعة فسيفساء رومانية في العالم
اكتسب المتحف الوطني بباردو شهرة عالمية بفضل مجموعة الفسيفساء التي يمتلكها والتي تعد الأثرى والأكثر تنوّعا وتفنّنا في العالم. ولعلّ أحسن ما يمثّلها اللوحات التي رسم فيها الشاعر فيرجيل تحيط به ربات الفن والتبليط الذي يمثّل ديونيزوس وهو يهدي الكرم إلى إيكاريوس أو ذلك الذي يشيد بانتصار نبتون. وما هذه إلاّ بعض الطّرف الرائعة لكنّها ليست ثروة المتحف الوحيدة.

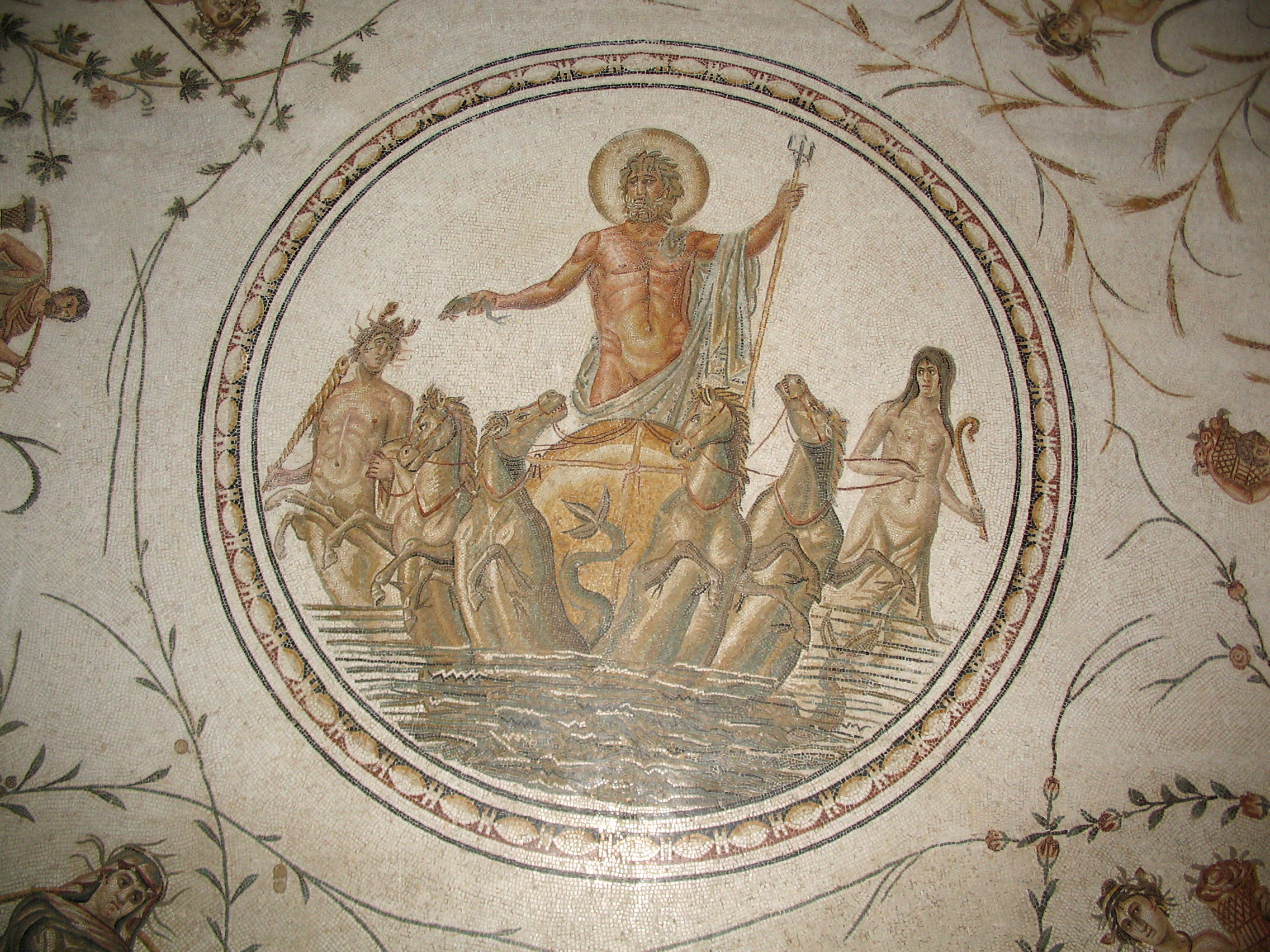
فسيفساء تمثل انتصار الإله نبتون
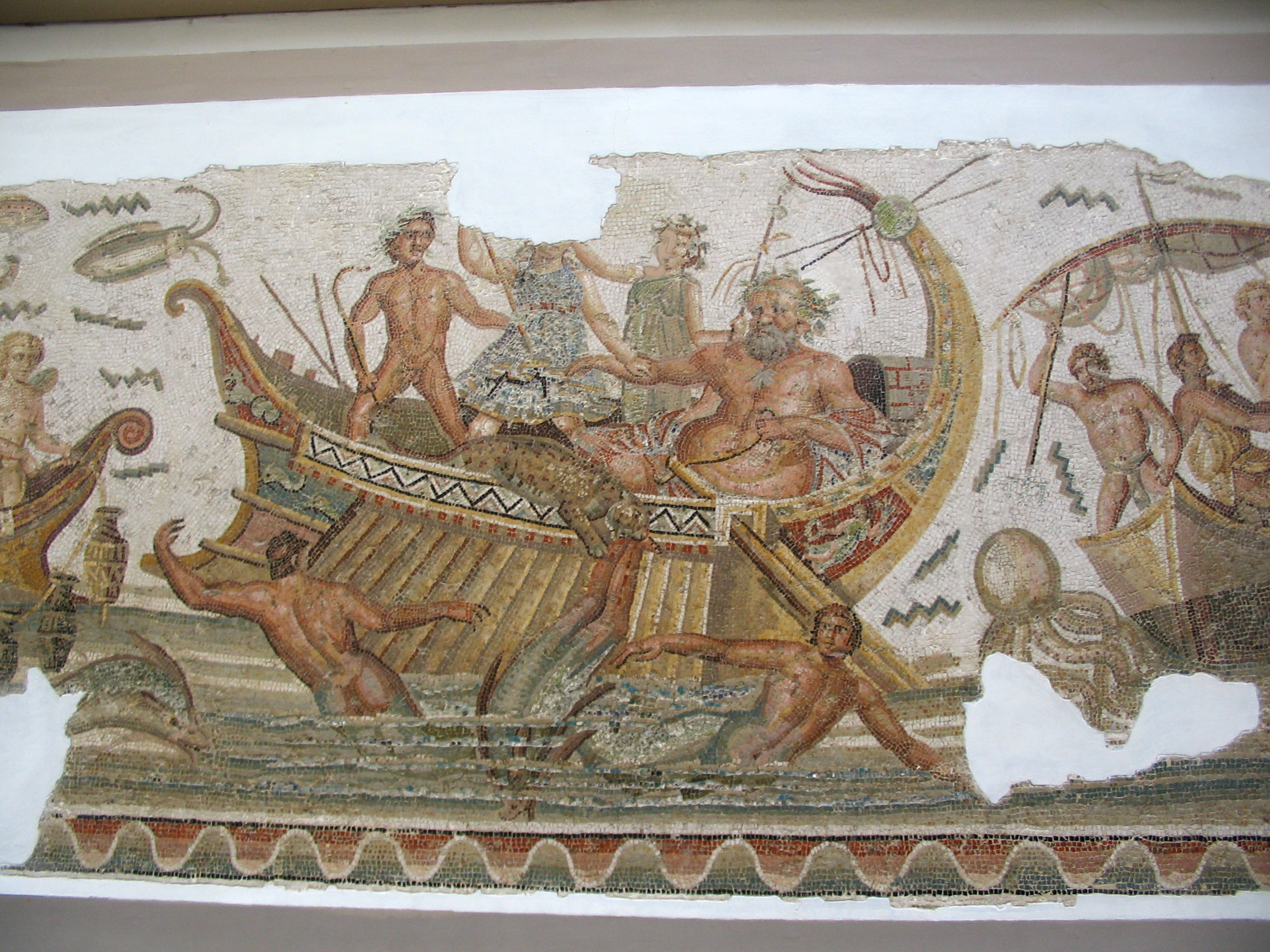
فسيفساء تمثل انتصار نبتون وأفروديت (القرن الثاني الميلادي)
فسيفساء تمثل الإله أبولو
فسيفساء تمثل إطلاق سراح أريانا

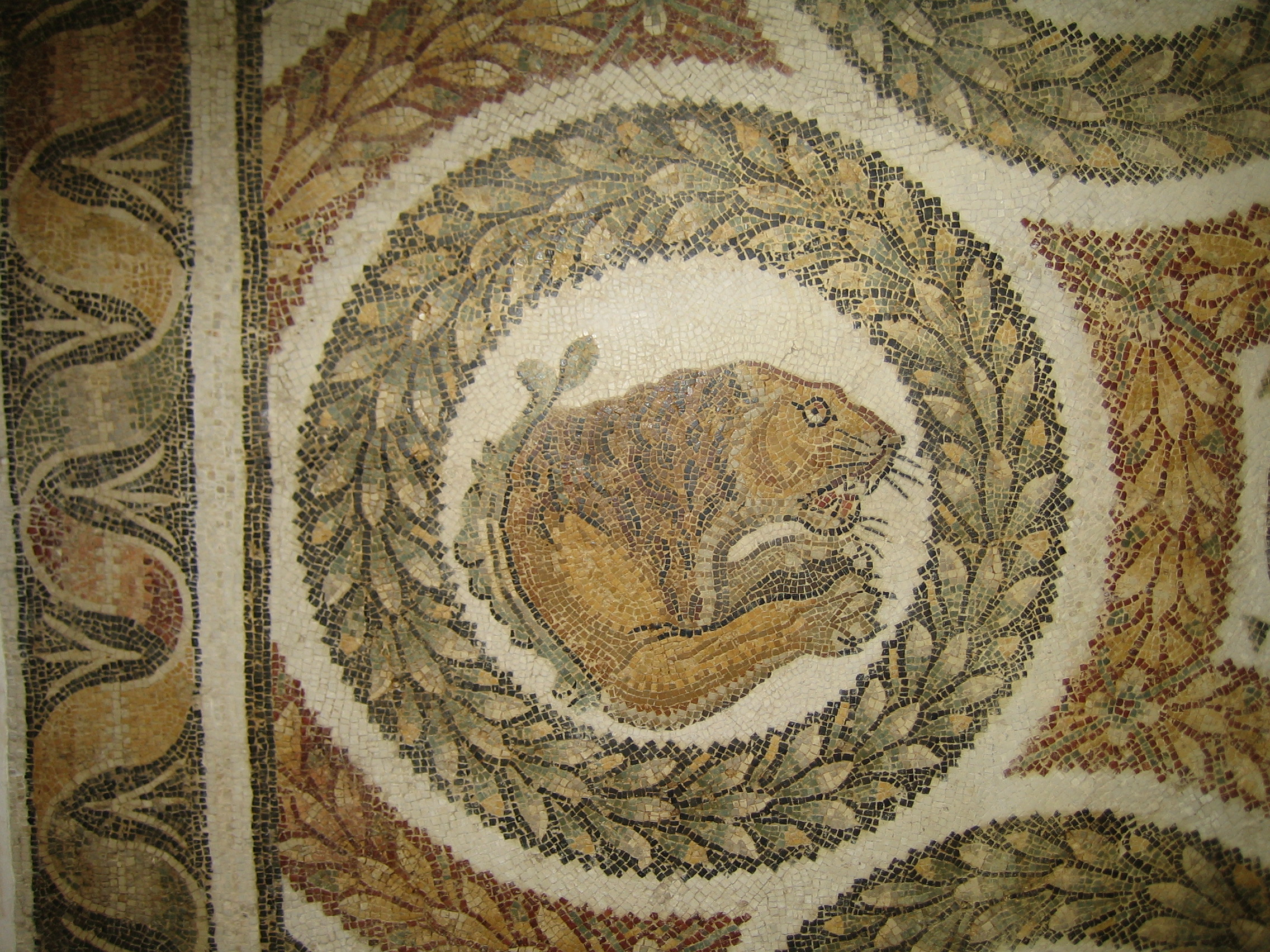
فسيفساء تمثل أسدًا
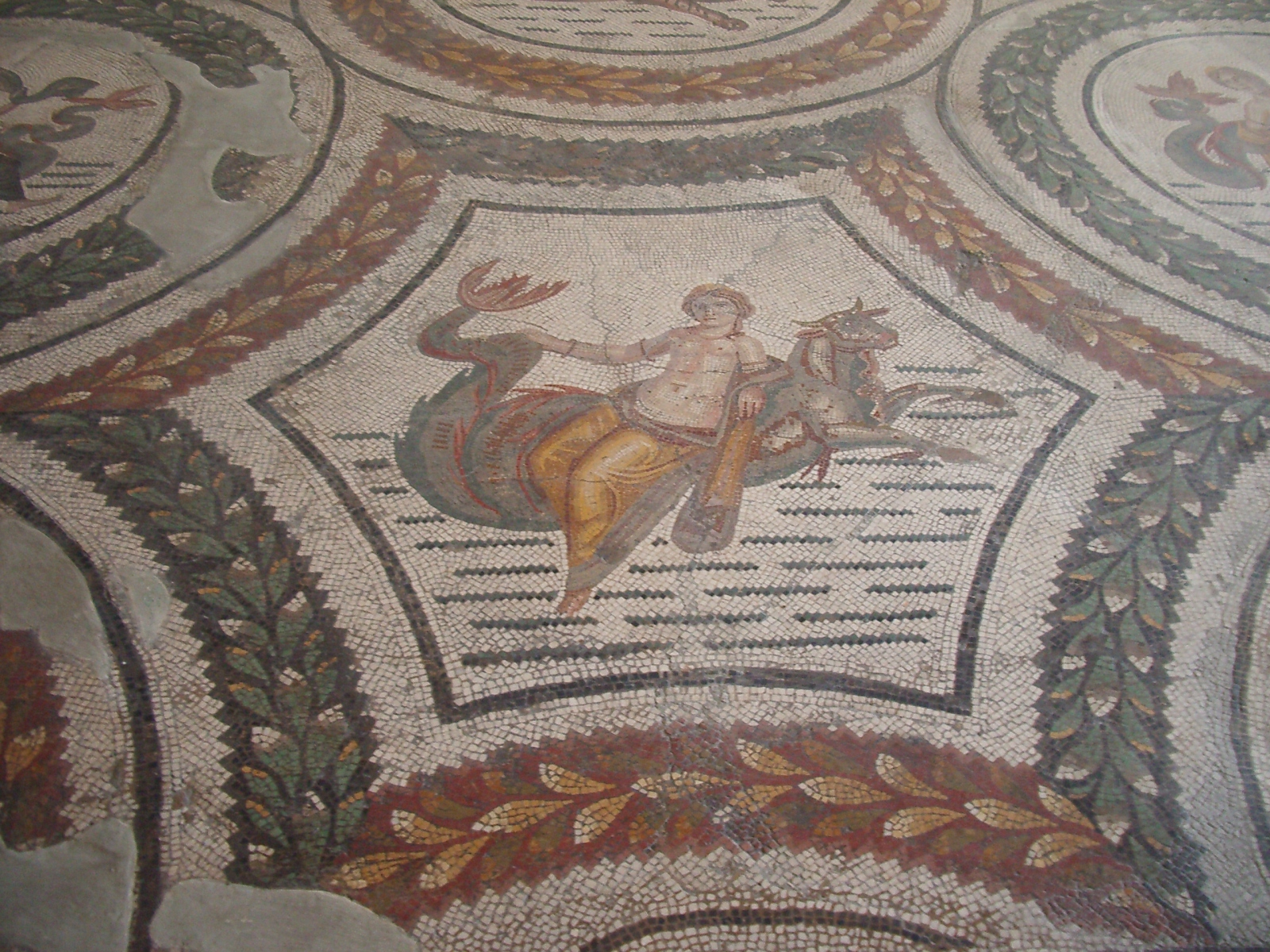
مثال فسيفساء آخر
فسيفساء الرومانية مسيحية من القرن الرابع الميلادي
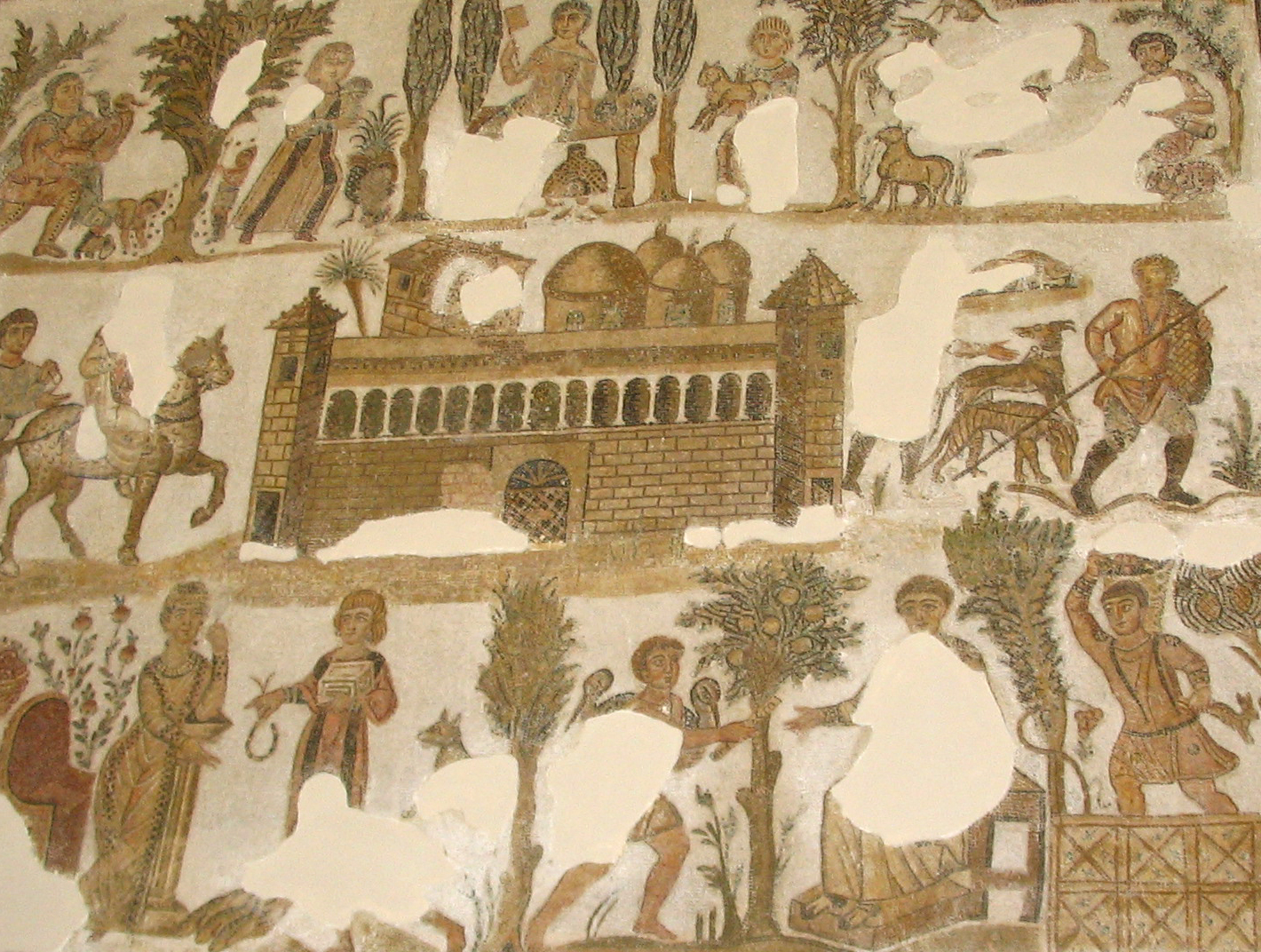
فسيفساء الرومانية من القرن الرابع الميلادي

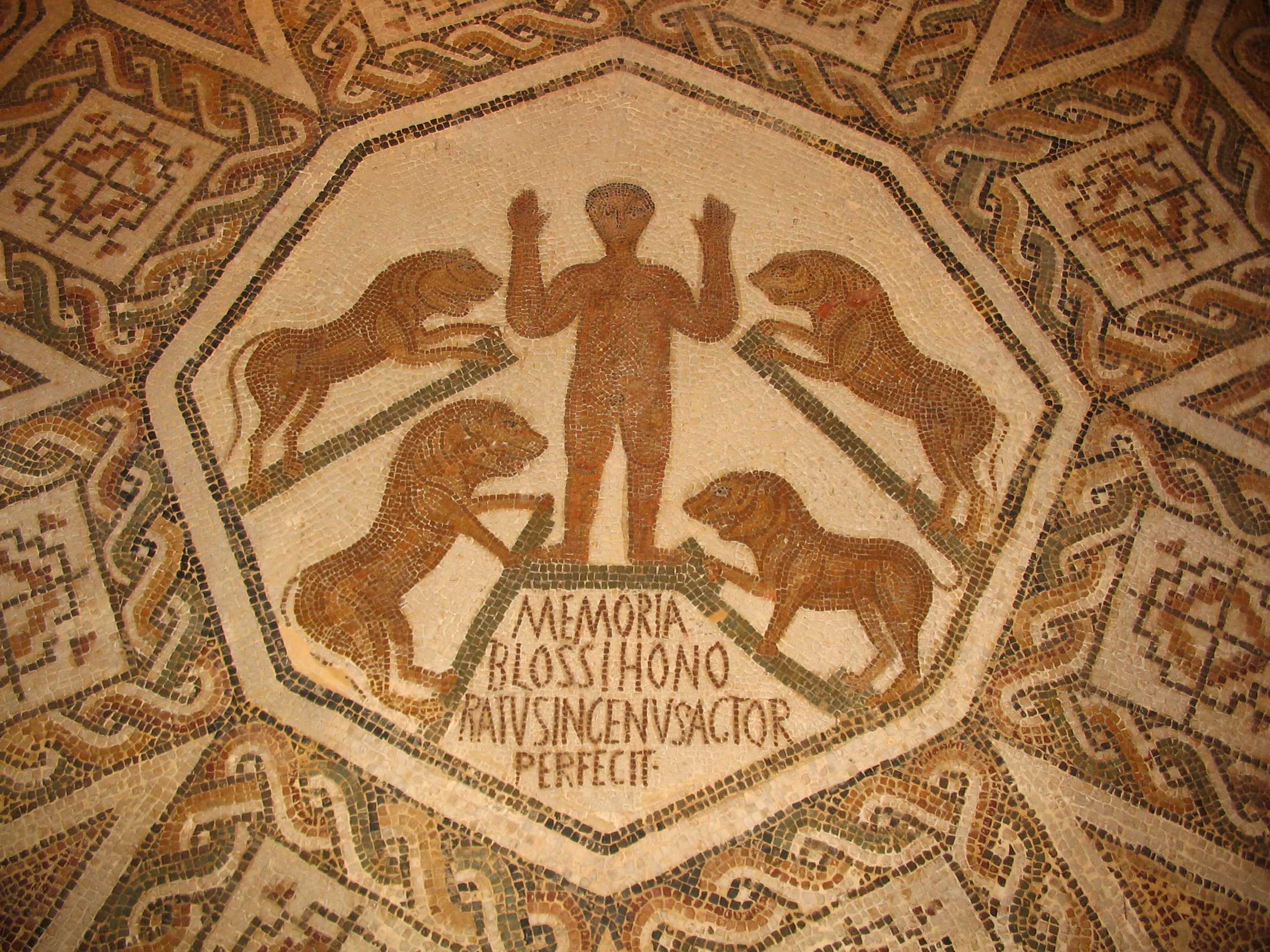
فسيفساء تمثل دانيال بين الأسود
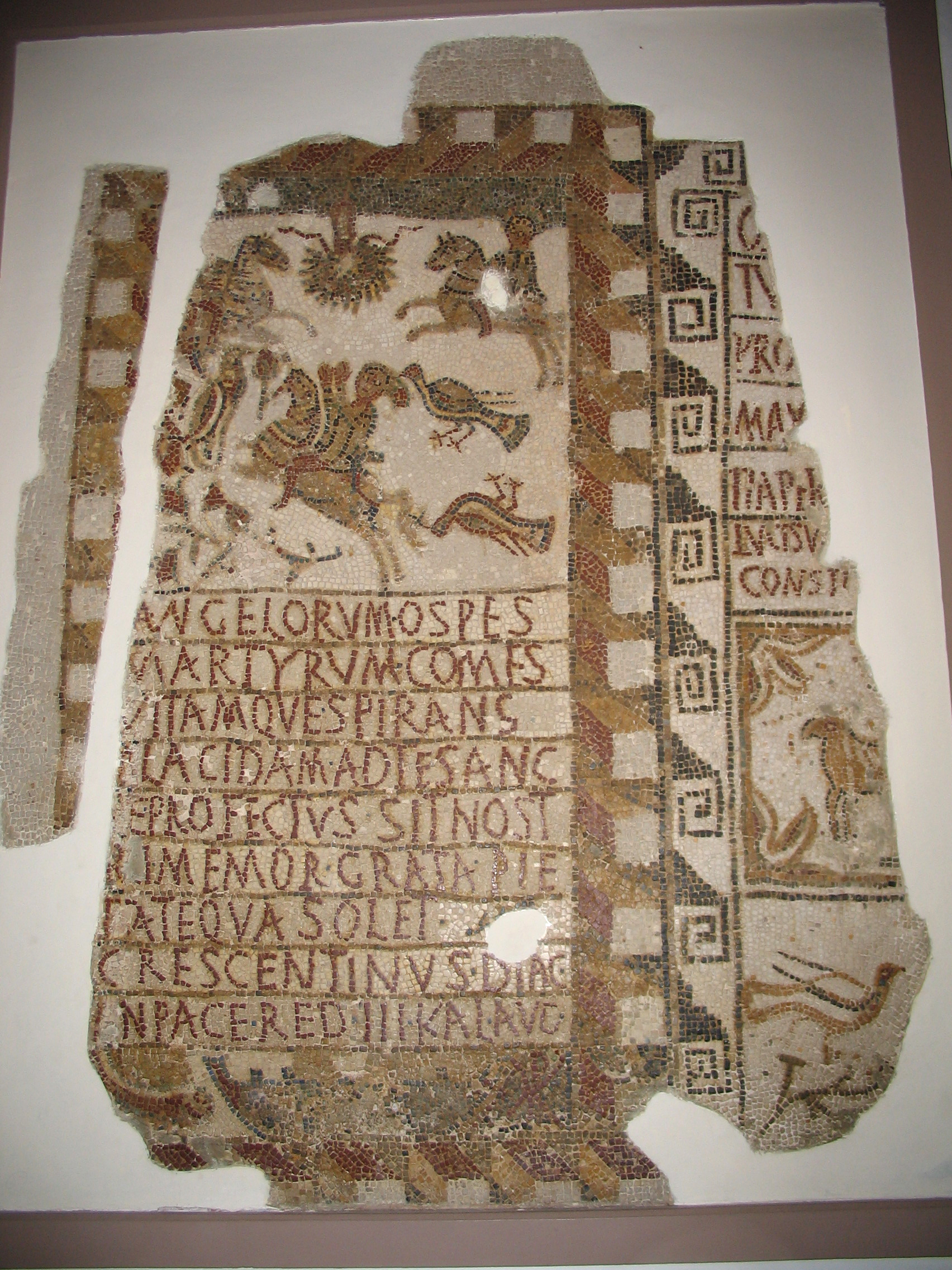
فسيفساء الرومانية مسيحية من القرن الرابع الميلادي
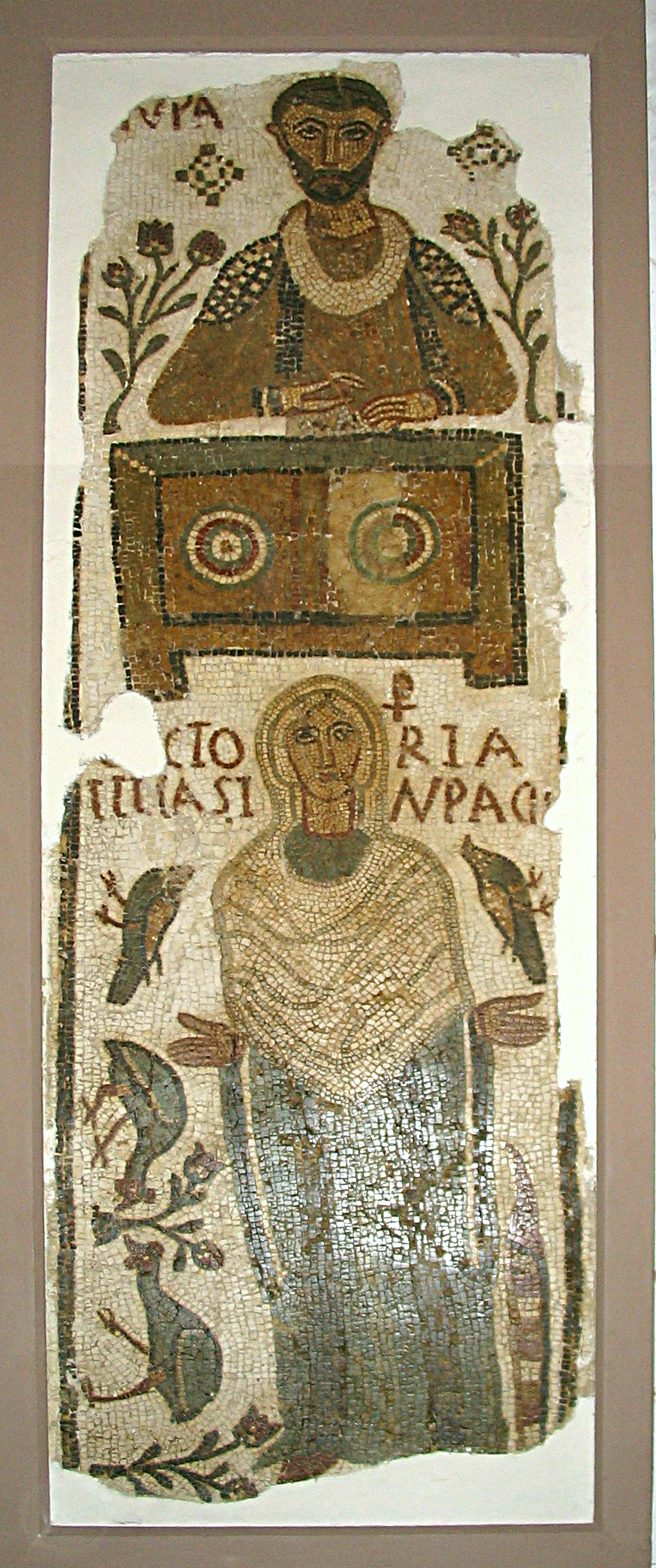
فسيفساء الرومانية مسيحية من القرن الرابع الميلادي
فسيفساء الرومانية من القرن الثالث الميلادي

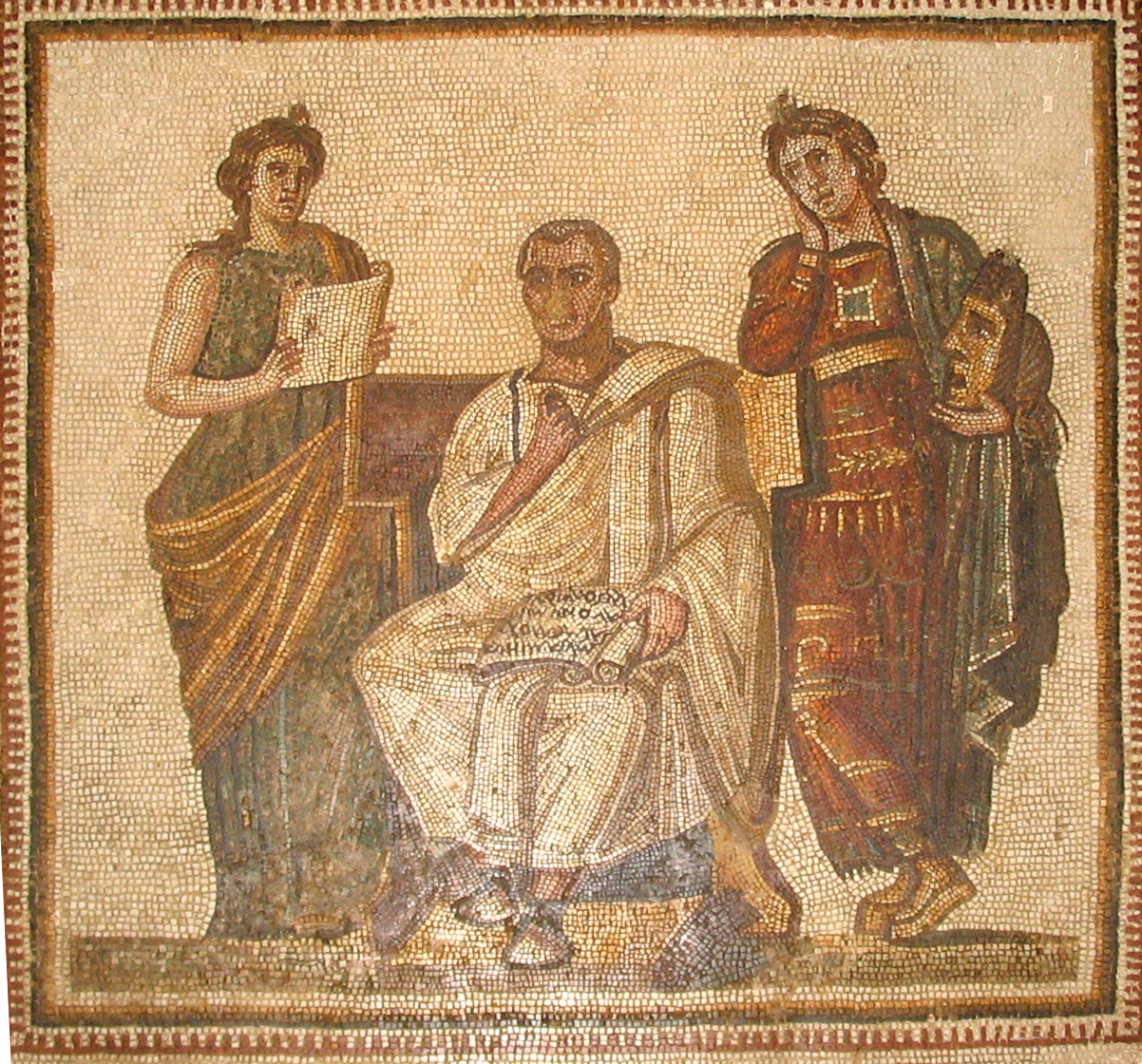
فسيفساء تمثل فيرجيل بين ربتي فن (كليو وملبونام)
فسيفساء الرومانية من القرن الثاني الميلادي
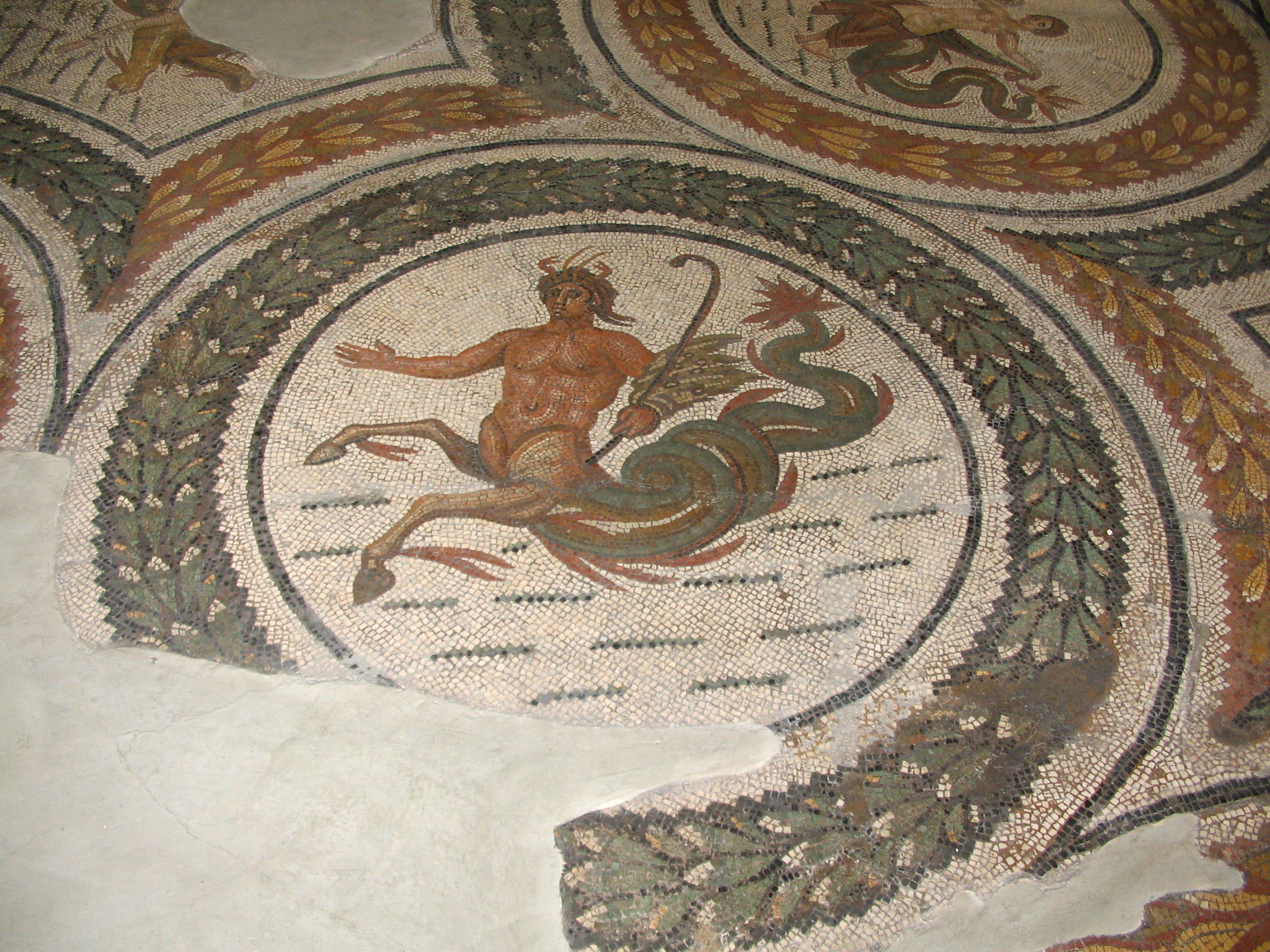
فسيفساء الرومانية من القرن الثالث الميلادي
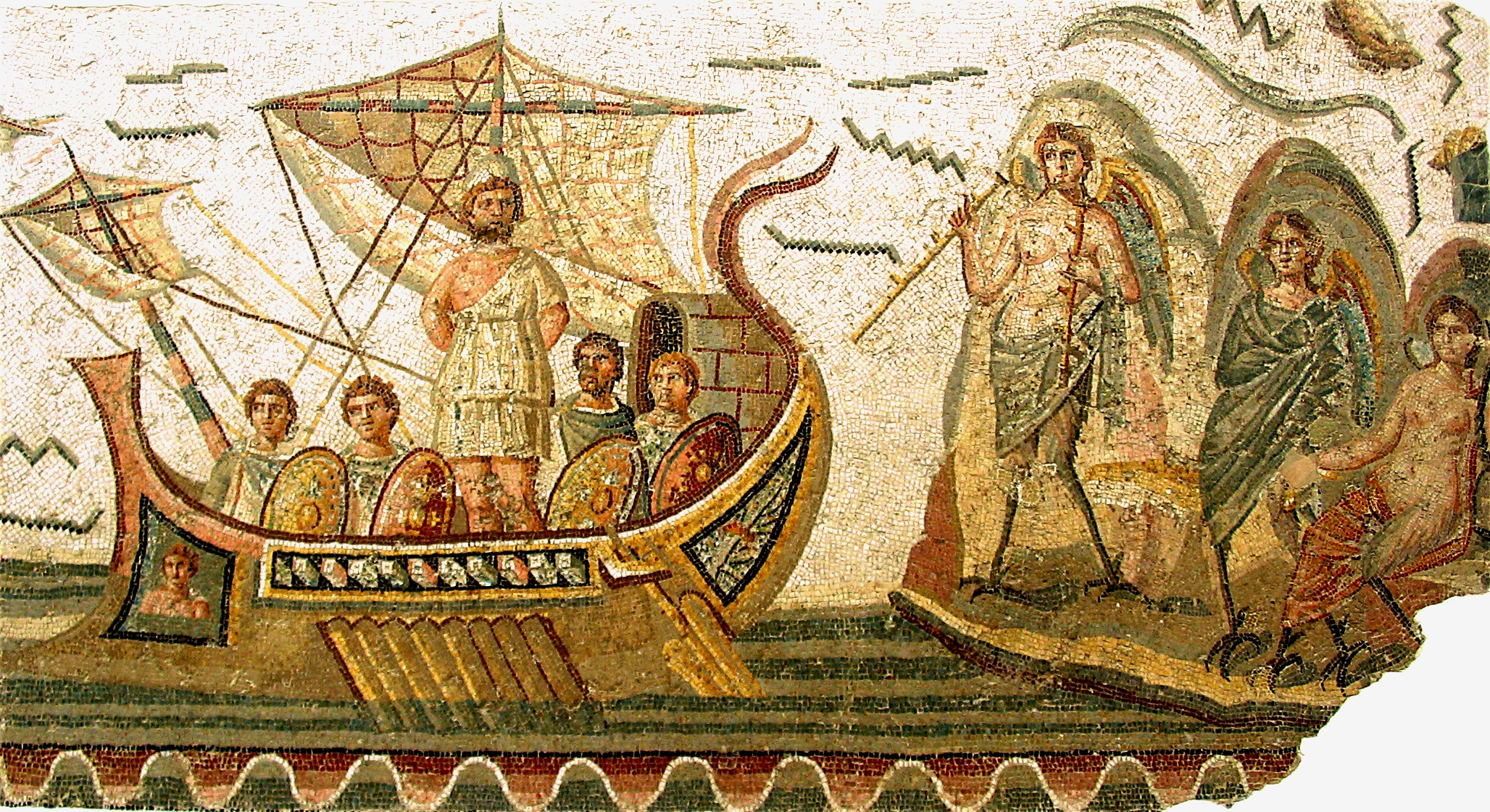
فسيفساء الرومانية تمثل أوليس والحوريات (القرن الثاني الميلادي)

فسيفساء الرومانية من القرن الثاني الميلادي
فسيفساء الرومانية من القرن الثاني الميلادي
فسيفساء الرومانية من القرن الثاني الميلادي
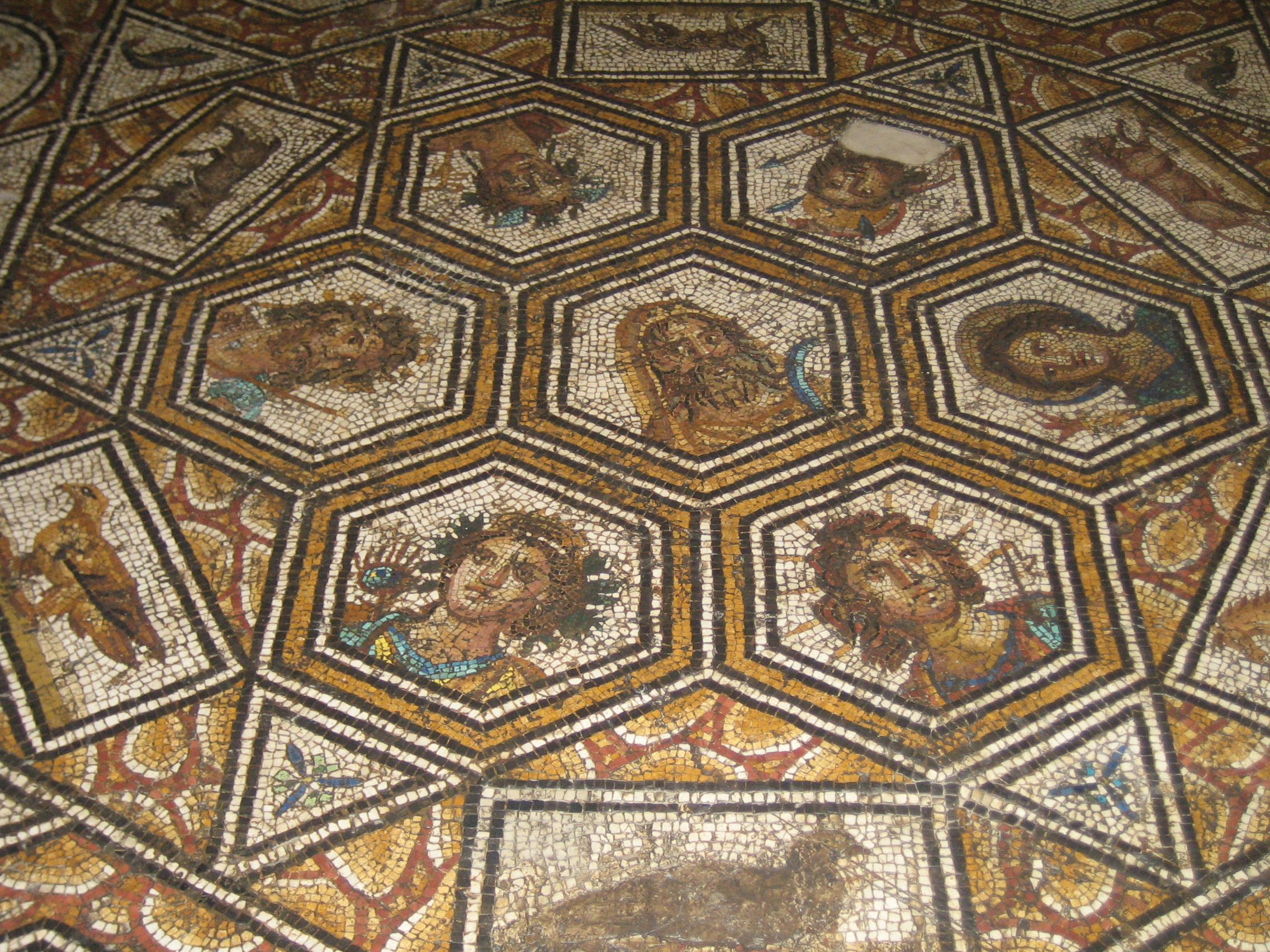
مثال فسيفساء آخر

## الإغلاق المؤقت
بسبب موقعه الملاصق لمقر البرلمان التونسي، أغلق المتحف الوطني بباردو أبوابه منذ 25 يوليو 2021 تاريخ إندلاع الأزمة السياسية بتونس والتي أسفرت عن تجميد عمل البرلمان وإغلاق مقره. ورغم إستئناف مجلس نواب الشعب عمله في مارس 2023 إلا أن السلطات الأمنية استمرت في إغلاق أبواب متحف باردو حتى اليوم فيما راجت أنباء عن إغلاقه نهائيا وهو ما نفته وسائل إعلام تونسية نقلا عن مسؤولين بالدولة.
وفي 14 سبتمبر 2023، أعاد المتحف الوطني بباردو بعد سنتين من تجميد نشاطه فتح أبوابه للعموم بعد "الانتهاء من أشغال الصيانة والترميم" وفق ما أعلنته وزارة الشؤون الثقافية.